# 石上神宮
石上神宮（いそのかみじんぐう）是位在日本奈良縣天理市的神社。為式內社（名神大社）、二十二社、舊社格為官幣大社（現神社本廳的別表神社）。

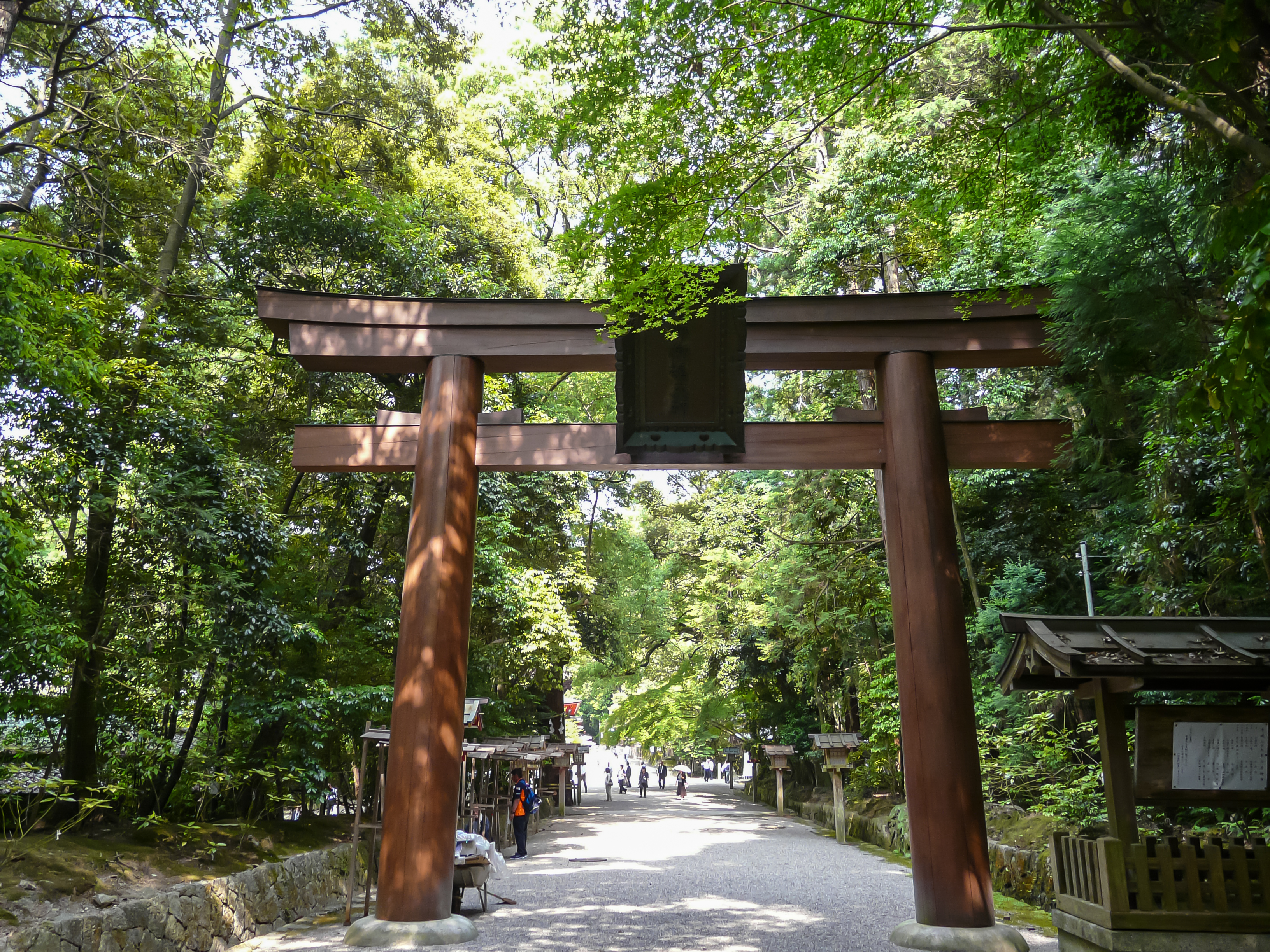
大鳥居

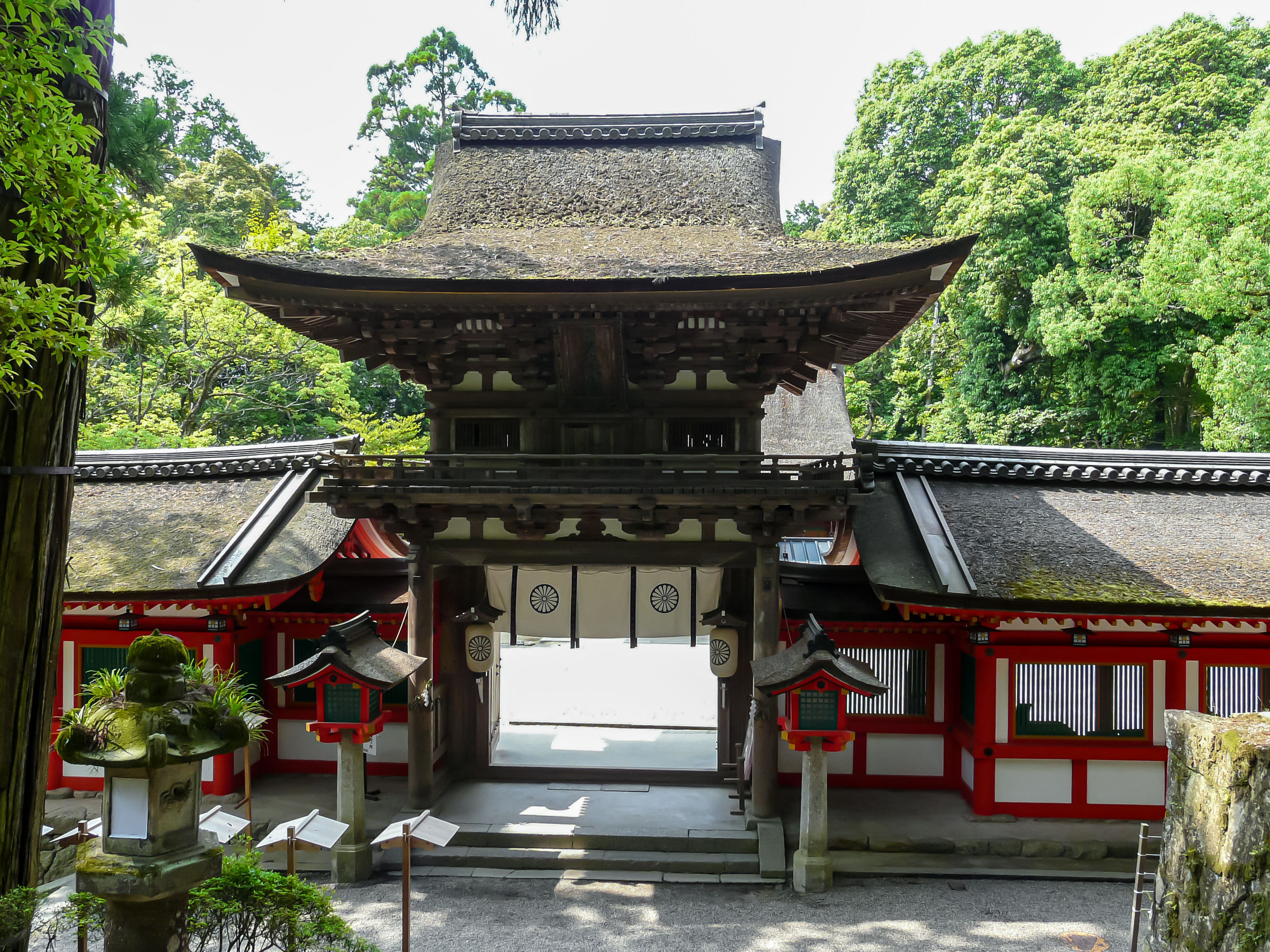
樓門

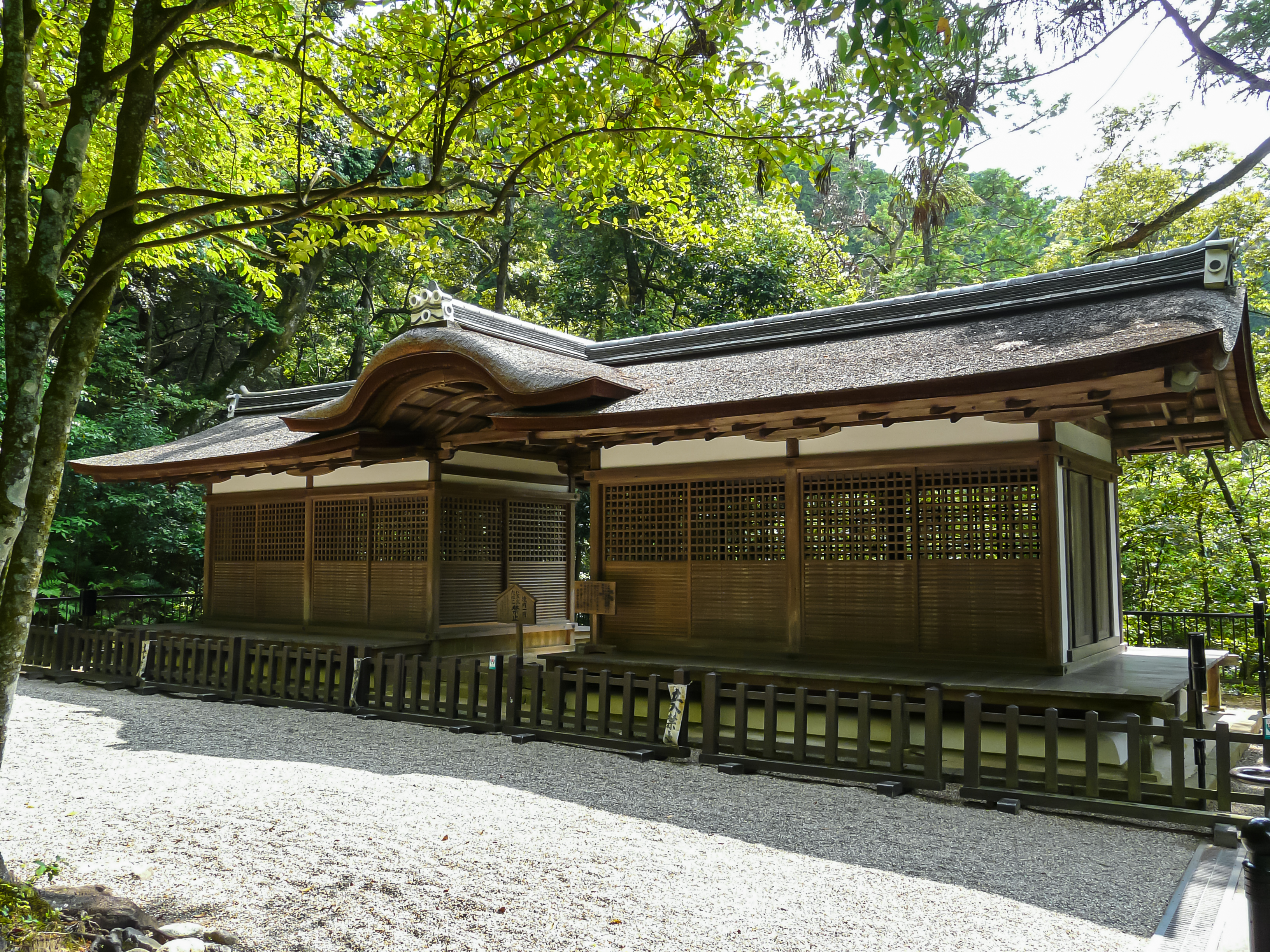
出雲武雄神社拜殿

## 社名
別名石上振神宮、石上坐布都御魂神社、石上布都御魂神社、石上布都大神社、石上神社、石上社、布留社、岩上大明神、布留大明神等。
另外《日本書紀》所記載之神宮，僅伊勢神宮和石上神宮，若根據此記述，石上神宮或為日本最古之神宮。

## 祭神
主祭神是布都御魂大神，配祀神是布留御魂大神、布都斯魂大神、宇摩志麻遲命（ウマシマジノミコト）、五十瓊敷命（いにしきのみこと）、白河天皇、市川臣。
布都御魂大神是寄宿在神體布都御魂的神靈，布都斯魂大神是寄宿在天羽羽斬的神靈，布留御魂大神是寄宿在十種神寶的神靈，市川臣是孝昭天皇的皇子天足彦國押人命的後裔、本社社家之祖。

## 關連項目
- 神宮
- 布都御魂
- 天羽羽斬

## 外部連結
- 石上神宮-春日野奈良觀光 （日語）
- 石上神宮-おみやさんcom （页面存档备份，存于） （日語）
- 石上神宮-玄松子 （页面存档备份，存于） （日語）